# Schütz Blansko

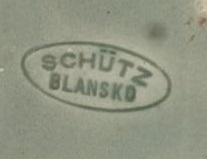
Značka Schütz Blansko

Schütz Blansko byla továrna na výrobu keramického zboží v Olomučanech u Blanska, tzv. Olomučanskou keramiku. Působila v letech 1849–1909.

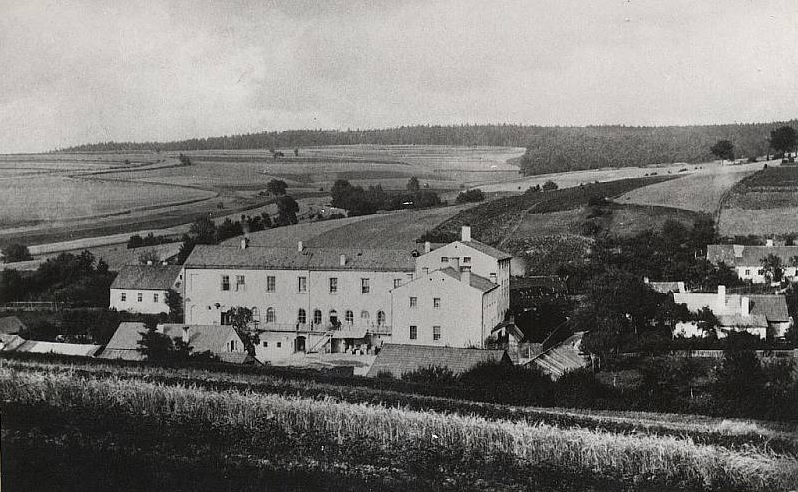
Horní továrna – foto z roku 1909

## Historie
Malou keramickou dílnu, která neprosperovala, koupila v roce 1852 rodina Schützů, kteří pocházeli ze Štýrska. Karel Schütz dílnu rozšířil a jeho dva synové Arnold a Ludvík ji později zapsali v obchodním rejstříku jako firmu Gebrüder Schütz. Továrna bratří Schützů byla rozdělena na dva objekty: 
1. Dolní továrna (Ve mlýnku) byla situována na spodním konci obce. Původně fungovala jako vodou poháněný mlýn na glazury a následně byla rozšířena o pec na vypalování šamotových výrobků – kamnářské kachle, šamotové cihly a další.
2. Horní továrna byla vybudována přibližně v roce 1860. Je to dvoupatrová budova situovaná v centru obce Olomučany. V budově byla kompletní keramická výroba, kanceláře a sklady.

Továrna měla v roce 1880 asi 40 pracovníků, z toho v horní továrně 13 točířů (kruhařů), 2 glazovači, 5 malířů, 2 paliči a 2 baliči. Ke konci století se stav zaměstnanců zvýšil asi na 100.

## Současnost
Komplex budov dolní továrny byl zbořen v roce 1978 a horní továrna dnes slouží jako bytový dům.